# Jezioro Ganckie
Jezioro Ganckie lub Gant – jezioro w Polsce w województwie warmińsko-mazurskim, w powiecie mrągowskim, w gminie Piecki.

## Położenie
Jezioro leży na Pojezierzu Mazurskim, w mezoregionie Pojezierza Mrągowskiego. Przez zbiornik wodny przepływa Babięcka Struga, która wpływa od północy, od strony Jeziora Białego, a następnie wypływa na południu kierując się do jeziora Zyzdrój Wielki po drodze łącząc się z wodami strugi Babant. W okolicach brzegów położone są wsie: Machary i Gant.
Gant leży na terenie zespołu przyrodniczo-krajobrazowego „Rzeka Babant i jezioro Białe” ustanowionego rozporządzeniem wojewody warmińsko-mazurskiego z dnia 9 sierpnia 2007 roku o powierzchni 12 458 ha. Jest częścią najpopularniejszego szlaku kajakowego na Mazurach – szlaku rzeki Krutyni, który liczy 91 km.
Zgodnie z typologią abiotyczną zbiornik wodny został sklasyfikowany jako jezioro o wysokiej zawartości wapnia, o dużym wypływie zlewni, stratyfikowane, leżące na obszarze Nizin Wschodniobałtycko-Białoruskich (6a).
Jezioro jest wykorzystywane gospodarczo przez Gospodarstwo Rybackie Mrągowo. Leży na terenie obwodu rybackiego Jeziora Białe w zlewni rzeki Pisa – nr 36. Na jego terenie obowiązuje strefa ciszy.
Przed 1950 jezioro nosiło niemiecką nazwę Ganther See.

## Morfometria
Według danych Instytutu Rybactwa Śródlądowego powierzchnia zwierciadła wody jeziora wynosi 75,3 ha. Średnia głębokość zbiornika wodnego to 9,5 m, a maksymalna to 28,3 m. Lustro wody znajduje się na wysokości 131,6 m n.p.m. Objętość jeziora wynosi 7 121,6 tys. m³. Zgodnie z badaniem z 1993 roku przyznano akwenowi II klasę czystości. Główny Inspektorat Ochrony Środowiska w 2007 roku ocenił klasę jakości wody na poziomie III.
Inne dane uzyskano natomiast poprzez planimetrię jeziora na mapach w skali 1:50 000 według Państwowego Układu Współrzędnych 1965, zgodnie z poziomem odniesienia Kronsztadt. Otrzymana w ten sposób powierzchnia zbiornika wodnego to 66 ha, a wysokość bezwzględna lustra wody to 130,8 m n.p.m.